# Донатан
Вѝтолд Марек Чама̀ра (на полски: Witold Marek Czamara), известен под псевдонима Донатан (на полски: Donatan) е полски музикант, музикален продуцент и звукоинженер. Роден е в семейството на баща поляк и майка рускиня. Живее в Таганрог в продължение на дълги години, където и сключва брак.
Заедно с полския рапър Тека учредяват продуцентска къща „RafPak“. Занимава се с музикално продуциране от 2002 година насам. Прави дебюта си през 2007 година с албума Brudne południe. Продуцира група „2четири7“, рапърите Донгуралеско и Тен Тип Мес. По-нататък във времето влиза в професионални взаимоотношения с редица рапъри: Малолат, Палух, Пезет, Пискати, Пих, Шелерини и др.
През 2012 година е класиран на 10-о място сред 20-те най-добри полски продуценти на хип-хоп в класацията на списание „Машина“. Същата година издава албума Równonoc. Słowiańska dusza, съчетал рап със славянски мотиви. С продадени над 75 милиона копия, албумът става платинен.
Критикуван е многократно заради проповядване на панславизъм, езичество, сатанизъм и застъпване за комунистически символи като сърпа и чука.
Представя страната си на „Евровизия 2014“ заедно с певицата Клео и песента „My Słowianie“ (Ние, славяните).